# ستانلي مورغان (سياسي)
ستانلي مورغان (بالإنجليزية: Stanley Morgan)‏ هو نقابي وسياسي بريطاني (وحمل سابقاً جنسية المملكة المتحدة لبريطانيا العظمى وأيرلندا)، ولد في 1870، وتوفي في 16 ديسمبر 1951.